# Подувальное
Подувальное — упразднённое село в Тамбовском районе Амурской области России. На момент упразднения входила в состав Раздольненского сельсовета. Исключено из учётных данных в 2001 году.

## География
Село располагалось на расстоянии примерно 3,5 километра (по прямой) к юго-западу от села Раздольное.

## История
По некоторым сведениям основано в 1928 году. Название дано в связи с расположением «у подножия небольшого увала».
Законом Амурской области от 06 июня 2001 года № 12-ОЗ село Подувальное исключено из учётных данных